# Volley Potentino 2015-2016
Questa voce raccoglie le informazioni riguardanti il Volley Potentino nelle competizioni ufficiali della stagione 2015-2016.

## Stagione
La stagione 2015-16 è per il Volley Potentino la quarta consecutiva in Serie A2: nonostante al termine dell'annata precedente la squadra abbia conquistato la promozione in Serie A1, la società decide di ripartire dalla serie cadetta. Viene confermato sia l'allenatore Gianluca Graziosi che quasi metà della rosa, come Federico Moretti, Pier Paolo Partenio, Emanuele Miscio e Augusto Quarta: tra i nuovi acquisti quelli di Oreste Cavuto, Lorenzo Codarin, Mirco Cristofaletti, Andrea Ippolito e Marco Pierotti, mentre tra le cessioni quelle di Federico Bonami, Cristian Casoli, Simmaco Tartaglione, Enrico Diamantini e Alberto Polo.
Il campionato si apre con la vittoria sulla neopromossa Emma Villas Volley, seguita dal successo in trasferta contro l'Atlantide Pallavolo Brescia: a queste seguono prima quattro sconfitte e poi cinque vittorie consecutive; il girone di andata si chiude con una gara persa e una vinta che permette al club di Potenza Picena di conquistare il quinto posto in classifica e ottenere la qualificazione alla Coppa Italia di categoria. Nel girone di ritorno il Volley Potentino viene sconfitta nella prima partita per poi vincere le due successive: incappa poi in sei sconfitte di fila; nelle ultime quattro giornate di regular season la squadra marchigiana si aggiudica tre gare, chiudendo al settimo posto in classifica. Nei quarti di finale dei play-off promozione viene eliminata in due gare dall'Argos Volley.
Il quinto posto al termine del girone di andata della Serie A2 2015-16 consente al Volley Potentino di partecipare alla Coppa Italia di Serie A2: la squadra tuttavia viene eliminata ai quarti di finale perdendo 3-1 in casa della Tuscania Volley.

## Organigramma societario
Area direttiva
- Presidente: Giuseppe Massera
- Vicepresidente: Carlo Muzi
- Segreteria generale: Sara Grufi, Marco Mazzoni

Area organizzativa
- Team manager: Amedeo Pesci
- Direttore sportivo: Paolo Salvucci

Area tecnica
- Allenatore: Gianluca Graziosi
- Allenatore in seconda: Leonel Carmelino
- Scout man: Luca Turtù
- Responsabile settore giovanile: Giovanni Gawronski

Area comunicazione
- Ufficio stampa: Michele Campagnoli
- Area comunicazione: Federico Ambrosiano

Area marketing
- Ufficio marketing: Germano Scarafiocca

Area sanitaria
- Preparatore atletico: Gianluca Paolorosso
- Fisioterapista: Roberto Casisa
- Osteopata: Luca Lucchetti

## Rosa
| N° | Nome                | Ruolo | Data di nascita  | Nazionalità sportiva |
| -- | ------------------- | ----- | ---------------- | -------------------- |
| 1  | Oreste Cavuto       | S     | 5 dicembre 1996  | Italia               |
| 2  | Lorenzo Codarin     | C     | 3 settembre 1996 | Italia               |
| 4  | Marco Pierotti      | S     | 19 giugno 1996   | Italia               |
| 5  | Pier Paolo Partenio | P     | 6 febbraio 1993  | Italia               |
| 6  | Emanuele Miscio     | P     | 16 giugno 1982   | Italia               |
| 7  | Mirco Cristofaletti | S/O   | 5 settembre 1996 | Italia               |
| 8  | Bernardo Calistri   | S     | 4 ottobre 1993   | Italia               |
| 9  | Federico Moretti    | S/O   | 6 dicembre 1983  | Italia               |
| 11 | Federico Ferrini    | S     | 19 gennaio 1994  | Italia               |
| 12 | Omar Biglino        | C     | 9 agosto 1995    | Italia               |
| 13 | Andrea Ippolito     | S     | 16 novembre 1985 | Italia               |
| 17 | Augusto Quarta      | C     | 17 ottobre 1993  | Italia               |

## Mercato
| Acquisti | Acquisti            | Acquisti         | Acquisti   |
| R.       | Nome                | da               | Modalità   |
| -------- | ------------------- | ---------------- | ---------- |
| C        | Omar Biglino        | Club Italia      | definitivo |
| S        | Oreste Cavuto       | Trentino         | prestito   |
| C        | Lorenzo Codarin     | Trentino         | prestito   |
| S/O      | Mirco Cristofaletti | Trentino         | prestito   |
| S        | Federico Ferrini    | M&G              | definitivo |
| S        | Andrea Ippolito     | Libertas Brianza | definitivo |
| S        | Marco Pierotti      | Virtus Fano      | definitivo |

| Cessioni | Cessioni            | Cessioni          | Cessioni   |
| R.       | Nome                | a                 | Modalità   |
| -------- | ------------------- | ----------------- | ---------- |
| S/O      | Denis Alikaj        | Corigliano Volley | definitivo |
| L        | Federico Bonami     | Tuscania          | definitivo |
| S        | Cristian Casoli     | Callipo           | definitivo |
| C        | Enrico Diamantini   | Padova            | definitivo |
| S        | Lorenzo Gemmi       | Massa             | definitivo |
| C        | Alberto Polo        | Porto Robur Costa | definitivo |
| S        | Matteo Segoni       | Marconi           | definitivo |
| S        | Simmaco Tartaglione | Materdomini       | definitivo |

## Risultati

### Serie A2

#### Girone di andata
| 1ª giornata - 24 ottobre 2015 PalaPrincipi, Potenza Picena          | Potentino         | 3 - 1 | Emma Villas       | 25-22, 26-28, 26-24, 25-23        |
| 2ª giornata - 1º novembre 2015 PalaSanFilippo, Brescia              | Atlantide Brescia | 1 - 3 | Potentino         | 18-25, 12-25, 25-21, 20-25        |
| 3ª giornata - 8 novembre 2015 Palasport Comunale, Ortona            | Impavida Ortona   | 3 - 1 | Potentino         | 26-24, 25-19, 29-31, 25-18        |
| 4ª giornata - 15 novembre 2015 PalaPrincipi, Potenza Picena         | Potentino         | 1 - 3 | Callipo           | 22-25, 14-25, 25-22, 19-25        |
| 5ª giornata - 22 novembre 2015 PalaPrincipi, Potenza Picena         | Potentino         | 1 - 3 | Civita Castellana | 15-25, 22-25, 25-20, 22-25        |
| 6ª giornata - 30 novembre 2015 Palazzetto dello Sport, Roma         | Club Italia       | 3 - 1 | Potentino         | 25-21, 15-25, 25-23, 25-23        |
| 7ª giornata - 5 dicembre 2015 PalaPrincipi, Potenza Picena          | Potentino         | 3 - 1 | Tricolore         | 25-22, 23-25, 25-20, 26-24        |
| 8ª giornata - 8 dicembre 2015 Palazzetto dello Sport, Montefiascone | Tuscania          | 1 - 3 | Potentino         | 25-18, 22-25, 20-25, 22-25        |
| 9ª giornata - 13 dicembre 2015 PalaPrincipi, Potenza Picena         | Potentino         | 3 - 1 | Libertas Brianza  | 26-24, 25-15, 19-25, 25-22        |
| 10ª giornata - 16 dicembre 2015 Palazzetto dello Sport, Tricase     | Alessano          | 1 - 3 | Potentino         | 25-19, 25-27, 20-25, 21-25        |
| 11ª giornata - 20 dicembre 2015 PalaPrincipi, Potenza Picena        | Potentino         | 3 - 1 | Mondovì           | 21-25, 25-23, 25-13, 25-22        |
| 12ª giornata - 27 dicembre 2015 PalaPolsinelli, Sora                | Argos             | 3 - 2 | Potentino         | 22-25, 25-18, 25-15, 17-25, 15-12 |
| 13ª giornata - 3 gennaio 2016 PalaPrincipi, Potenza Picena          | Potentino         | 3 - 2 | Materdomini       | 21-25, 31-29, 25-14, 16-25, 15-12 |

#### Girone di ritorno
| 14ª giornata - 6 gennaio 2016 PalaEstra, Siena                      | Emma Villas       | 3 - 1 | Potentino         | 25-19, 22-25, 25-22, 25-20        |
| 15ª giornata - 10 gennaio 2016 PalaPrincipi, Potenza Picena         | Potentino         | 3 - 1 | Atlantide Brescia | 25-15, 25-23, 19-25, 25-20        |
| 16ª giornata - 16 gennaio 2016 PalaPrincipi, Potenza Picena         | Potentino         | 3 - 0 | Impavida Ortona   | 25-20, 25-21, 25-22               |
| 17ª giornata - 24 gennaio 2016 PalaValentia, Vibo Valentia          | Callipo           | 3 - 1 | Potentino         | 25-18, 28-30, 25-17, 25-21        |
| 18ª giornata - 31 gennaio 2016 Palazzetto dello Sport, Monterotondo | Civita Castellana | 3 - 1 | Potentino         | 22-25, 27-25, 25-20, 25-20        |
| 19ª giornata - 14 febbraio 2016 PalaPrincipi, Potenza Picena        | Potentino         | 2 - 3 | Club Italia       | 29-27, 23-25, 22-25, 26-24, 9-15  |
| 20ª giornata - 21 febbraio 2016 PalaBigi, Reggio nell'Emilia        | Tricolore         | 3 - 0 | Potentino         | 26-24, 25-16, 27-25               |
| 21ª giornata - 28 febbraio 2016 PalaPrincipi, Potenza Picena        | Potentino         | 1 - 3 | Tuscania          | 20-25, 20-25, 25-17, 22-25        |
| 22ª giornata - 6 marzo 2016 PalaParini, Cantù                       | Libertas Brianza  | 3 - 1 | Potentino         | 25-19, 17-25, 25-14, 25-17        |
| 23ª giornata - 9 marzo 2016 PalaPrincipi, Potenza Picena            | Potentino         | 3 - 1 | Alessano          | 22-25, 25-20, 25-22, 25-21        |
| 24ª giornata - 13 aprile 2016 PalaManera, Mondovì                   | Mondovì           | 1 - 3 | Potentino         | 25-19, 23-25, 19-25, 22-25        |
| 25ª giornata - 20 marzo 2016 PalaPrincipi, Potenza Picena           | Potentino         | 2 - 3 | Argos             | 25-19, 21-25, 25-19, 19-25, 13-15 |
| 26ª giornata - 27 marzo 2016 PalaGrotte, Castellana Grotte          | Materdomini       | 0 - 3 | Potentino         | 22-25, 21-25, 25-27               |

#### Play-off promozione
| Quarti di finale (gara 1) - 3 aprile 2016 PalaPolsinelli, Sora         | Argos     | 3 - 0 | Potentino | 25-22, 25-20, 25-20 |
| Quarti di finale (gara 2) - 6 aprile 2016 PalaPrincipi, Potenza Picena | Potentino | 0 - 3 | Argos     | 21-25, 19-25, 20-25 |

### Coppa Italia di Serie A2

#### Fase a eliminazione diretta
| Quarti di finale - 20 gennaio 2016 Palazzetto dello Sport, Montefiascone | Tuscania | 3 - 1 | Potentino | 25-18, 24-26, 25-22, 25-21 |

## Statistiche

### Statistiche di squadra
| Competizione             | Punti | In casa | In casa | In casa | In trasferta | In trasferta | In trasferta | Totale | Totale | Totale |
| Competizione             | Punti | G       | V       | P       | G            | V            | P            | G      | V      | P      |
| ------------------------ | ----- | ------- | ------- | ------- | ------------ | ------------ | ------------ | ------ | ------ | ------ |
| Serie A2                 | 41    | 14      | 8       | 6       | 14           | 5            | 9            | 28     | 13     | 15     |
| Coppa Italia di Serie A2 | -     | -       | -       | -       | 1            | 0            | 1            | 1      | 0      | 1      |
| Totale                   | -     | 14      | 8       | 6       | 15           | 5            | 10           | 29     | 13     | 16     |

G = partite giocate; V = partite vinte; P = partite perse

### Statistiche dei giocatori
| Giocatore        | Serie A2 | Serie A2 | Serie A2 | Serie A2 | Serie A2 | Coppa Italia di Serie A2 | Coppa Italia di Serie A2 | Coppa Italia di Serie A2 | Coppa Italia di Serie A2 | Coppa Italia di Serie A2 | Totale | Totale | Totale | Totale | Totale |
| Giocatore        | P        | PT       | AV       | MV       | BV       | P                        | PT                       | AV                       | MV                       | BV                       | P      | PT     | AV     | MV     | BV     |
| ---------------- | -------- | -------- | -------- | -------- | -------- | ------------------------ | ------------------------ | ------------------------ | ------------------------ | ------------------------ | ------ | ------ | ------ | ------ | ------ |
| O. Biglino       | 24       | 78       | 55       | 14       | 9        | 1                        | 0                        | 0                        | 0                        | 0                        | 25     | 78     | 55     | 14     | 9      |
| B. Calistri      | 28       | 0        | 0        | 0        | 0        | 1                        | 0                        | 0                        | 0                        | 0                        | 29     | 0      | 0      | 0      | 0      |
| O. Cavuto        | 28       | 402      | 336      | 26       | 40       | 1                        | 19                       | 17                       | 1                        | 1                        | 29     | 421    | 353    | 27     | 41     |
| L. Codarin       | 28       | 143      | 94       | 40       | 9        | 1                        | 9                        | 7                        | 1                        | 1                        | 29     | 152    | 101    | 41     | 10     |
| M. Cristofaletti | 22       | 135      | 111      | 11       | 13       | 1                        | 10                       | 9                        | 1                        | 0                        | 23     | 145    | 120    | 12     | 13     |
| F. Ferrini       | 18       | 5        | 4        | 0        | 1        | 1                        | 0                        | 0                        | 0                        | 0                        | 19     | 5      | 4      | 0      | 1      |
| A. Ippolito      | 20       | 233      | 203      | 10       | 20       | 1                        | 17                       | 11                       | 2                        | 4                        | 21     | 250    | 214    | 12     | 24     |
| E. Miscio        | 17       | 4        | 1        | 3        | 0        | 0                        | 0                        | 0                        | 0                        | 0                        | 17     | 4      | 1      | 3      | 0      |
| F. Moretti       | 22       | 294      | 254      | 28       | 12       | 0                        | 0                        | 0                        | 0                        | 0                        | 22     | 294    | 254    | 28     | 12     |
| P. Partenio      | 28       | 91       | 39       | 38       | 14       | 1                        | 5                        | 5                        | 0                        | 0                        | 29     | 96     | 44     | 38     | 14     |
| M. Pierotti      | 28       | 187      | 157      | 19       | 11       | 1                        | 6                        | 6                        | 0                        | 0                        | 29     | 193    | 163    | 19     | 11     |
| A. Quarta        | 27       | 214      | 153      | 52       | 9        | 1                        | 7                        | 4                        | 3                        | 0                        | 28     | 221    | 157    | 55     | 9      |

P = presenze; PT = punti totali; AV = attacchi vincenti; MV = muri vincenti; BV = battute vincenti